# 柯友生
柯友生（1972年1月—），男，中华人民共和国外交官，现任中华人民共和国驻扎门乌德总领事。

## 生平
柯友生曾任驻东盟使团参赞和外交部国际经济司参赞。2020年7月，出任中华人民共和国常驻联合国亚洲及太平洋经济社会委员会代表。2024年6月，出任中华人民共和国驻扎门乌德总领事。